# Smash Hit Combo
Smash Hit Combo est un groupe de rap metal français, originaire de Cernay, en Alsace. Leur musique allie certains éléments propres au rapcore (le chant), au death metal (le riffing, les growls et la double grosse caisse) ou encore au deathcore (breakdowns et screams).

## Biographie

### Débuts (2004–2007)
Le groupe est formé en 2004 à Cernay, en Alsace, et comprend plusieurs membres originaires d'horizons musicaux différents, leur musique étant donc un crossover musical entre rap, hip-hop, crossover thrash. Les membres du groupe ayant une passion commune pour les jeux vidéo, leurs textes dénoncent souvent la « génération virtuelle » créée, la violence qui en découle ; les paroles sont souvent violentes, amorales, crues, tout en faisant référence à de nombreux titres de jeux vidéo (Grand Theft Auto, Need for Speed, Mario, etc),.
Après de nombreuses répétitions, le groupe se fait découvrir au public local par plusieurs petits concerts. En août 2005, ils sortent une première démo six titres, Next Level. Le groupe travaille alors sur un nouvel opus ; quelques dizaines de concerts et une session d'enregistrement plus tard, les Smash Hit Combo dévoilent un EP neuf titres nommé Hardcore Gamer en 2007.

### Nolife(2008–2011)
Rapidement, le groupe gagne en popularité. Ils multiplient les concerts dans toute la France pour en cumuler près d'une centaine, et font les premières parties de groupes nationaux (Gojira, Enhancer, Eths, X-Vision, Black Bomb A). À la fin de 2008, le groupe prend une pause et travaille sur un nouvel album, Nolife, qui sort en mars 2009. Produit par Stéphane Buriez et Christophe Edrich (L'Esprit du Clan, Black Bomb A, X-Vision), il rencontre cette fois-ci un succès très franc auprès de la critique[réf. nécessaire] ; la qualité de l'enregistrement, les efforts mis à la production (digipack, visuels, bas prix) alors que l'album est auto-produit, ainsi que le style novateur (et rénové depuis les précédents albums) séduisent la presse metal.[réf. nécessaire] Des titres comme Hardcore Gamer ou Les vertus de la haine sont présents depuis les débuts du groupe et ont été repris dans l'EP ainsi que dans l'album dans des versions très différentes musicalement.
À la suite d'une tournée pour défendre leur premier album, le groupe décide de repartir au FH studio toujours accompagné de Christophe Edrich pour l'enregistrement du maxi Loading avec un CD/DVD regroupant tous les clips du groupe produit par CHS prod, ainsi que les différents making-of. Souhaitant créer un produit original, la pochette de l'album reprend l'un des célèbres thèmes du jeu vidéo Final Fantasy 7.
Après de nombreux concerts partout en France, en Europe ainsi qu'en Russie et dans les pays de l'Est, le groupe signe avec des partenaires tels que Schecter et Ernie Ball puis rejoint le label québécois Slam Disques pour la sortie de l'album Génération Test qui regroupe une sélection des titres de No Life et Loading. À la suite, une tournée nord-américaine a lieu avec Ok Volca et Never More than Less.

### ResetetPlaymore(2012–2017)
Leur album Reset est publié en octobre 2012, restant sur leur style rapcore. Ils effectuent ensuite une tournée, en passant notamment en France, en Russie ou encore au Québec. En novembre 2014, le groupe annonce le départ du chanteur Samy et est remplacé par Maxime Keller, chanteur du groupe Boars
Playmore est sorti le 28 mars 2015, présentant onze titres.
L'album contient un titre en coopération avec le rappeur None Like Joshua, faisant un mix anglais/français.

### L33T(depuis 2017)
Le 12 avril 2017, le groupe publie sur sa chaîne YouTube un teaser pour leur prochaine album, L33T. On aperçoit le rappeur None Like Joshua, ce qui laisse supposer son retour dans les albums de Smash Hit Combo
Le 5 mai 2017, le groupe publie le clip pour la chanson RPG sur YouTube.
Le 19 mai 2017, le groupe publie le second clip de l'album : Spin The Wheel. Ici, le rap de Paul laisse place a celui de NLJ, déjà présent dans Playmore.
Le 26 mai 2017 sort finalement L33T en deux versions : une version française, assez semblable a Playmore dans la forme, et une version anglaise avec NLJ a la place de Paul au rap. La version anglaise est loin de faire l'unanimité dans la communauté française, notamment à cause du retour en arrière du groupe, qui s'est toujours vanté de chanter en français.
Le groupe, à la suite de la sortie de L33T, entamera une tournée en France et au Québec. Le groupe sera à l'affiche du Download Festival Paris 2017,.

## Membres

### Membres actuels
- Paul « HP » Henry - chant
- Brice « James » Hincker - batterie
- Matthieu « Bulldozer » Willer - basse
- Baptiste « Bat » Ory - guitare
- Arthur Rohou - chant

### Anciens membres
- Florent « Mr.Void »  Curatola - chant
- Samy Haouaci - chant
- Maxime Keller - chant
- Nicolas Dzieciuchowicz - chant
- Anthony « Toon » Graizely- Platine
- Jonathan Bonzani - basse
- Anthony « Chon » Chognard - guitare
- Charly Wick - guitare

### Membres invités
- Saori Jo  - chant (Sur l'album No Life)
- None Like Joshua - chant (Sur les albums Playmore et L33T)

## Discographie

### Autres
- 2005 : Next Level (démo)
- 2007 : Hardcore Gamer (EP)
- 2010 : Loading (EP)
- 2011 : Géneration Test (compilation - Québec uniquement)
- 2013 : Reset (version Québec)
- 2021 : Reboot (EP)
- 2024 : Terreur Nocturne (EP)